# Corte Constitucional de Corea del Sur

El emblema del Tribunal Constitucional de Corea del Sur.

La Corte Constitucional de Corea del Sur (en coreano: 헌법재판소; en hanja: 憲法裁判所; RR: Heonbeop Jaepanso) es uno de los tribunales superiores -junto con la Corte Suprema- del poder judicial de Corea del Sur que ejerce el control constitucional, con sede en Jongno-gu, Seúl. La Constitución surcoreana confiere el poder judicial a tribunales compuestos por jueces, lo que establece el sistema de tribunales ordinarios, pero también separa un tribunal constitucional independiente y le otorga jurisdicción exclusiva sobre cuestiones de constitucionalidad. En concreto, el artículo 111(1) del Capítulo VI de la Constitución surcoreana especifica los siguientes casos que serán revisados exclusivamente por el tribunal constitucional.
1. La constitucionalidad de una ley a petición de los tribunales;
2. La destitución;
3. La disolución de un partido político;
4. Disputas de competencia entre organismos estatales, entre organismos estatales y gobiernos locales, y entre gobiernos locales; y

El artículo 111-2 dice que la Corte Constitucional estará compuesto por nueve magistrados cualificados, todos ellos nombrados por el presidente de Corea del Sur. Aunque los nueve magistrados deben ser nombrados por el presidente, el artículo 111-3 adicionalmente dice que la Asamblea Nacional y el presidente del Corte supremo designarán a tres magistrados cada uno, lo que implica que los tres restantes son nombrados por el presidente de Corea del Sur. El artículo 111-4 indica que el candidato a presidente de la Corte Constitucional debe obtener la aprobación de la Asamblea Nacional antes de que el presidente lo nombre.
La Constitución surcoreana delimita ampliamente las funciones de los tribunales, tanto los ordinarios como el Constitucional, y encomienda a la Asamblea Nacional legislar las particularidades de sus funciones. La Asamblea Nacional, poco después de la décima enmienda constitucional que puso fin a décadas de dictadura en Corea del Sur, aprobó la Ley de la Corte Constitucional (en coreano: 헌법재판소법), que detalla la estructura organizativa del tribunal, establece la jerarquía de los funcionarios judiciales y sus funciones dentro de la corte y, lo que es más importante, establece las vías por las que los coreanos pueden recurrir al tribunal. A diferencia de otros tribunales constitucionales (sobre todo el Tribunal Constitucional Federal de Alemania), una parte puede presentar un recurso de inconstitucionalidad directamente ante la corte, sin tener que parar todos los demás recursos legales, cuando una ley concreta vulnera sus derechos constitucionales.

## Enlaces extornos
- Corte Constitucional de Corea del Sur (en inglés)
- Ley surcoreana sobre la Corte Constitucional de Corea del Sur(en inglés)

- Datos: Q488491
- Multimedia: Constitutional Court of Korea / Q488491